# Minosia santschii
Minosia santschii är en spindelart som beskrevs av Raymond Comte de Dalmas 1921. Minosia santschii ingår i släktet Minosia och familjen plattbuksspindlar. Inga underarter finns listade i Catalogue of Life.